# Фрістаун (Пенсільванія)
Фрістаун (англ. Frystown) — переписна місцевість (CDP) в США, в окрузі Беркс штату Пенсільванія. Населення — 355 осіб (2020).

## Географія
Фрістаун розташований за координатами 40°27′18″ пн. ш. 76°19′31″ зх. д. / 40.45500° пн. ш. 76.32528° зх. д. (40.455138, -76.325152).  За даними Бюро перепису населення США в 2010 році переписна місцевість мала площу 3,17 км², з яких 3,14 км² — суходіл та 0,03 км² — водойми.

## Демографія
Згідно з переписом 2010 року, у переписній місцевості мешкало 380 осіб у 131 домогосподарстві у складі 102 родин. Густота населення становила 120 осіб/км².  Було 138 помешкань (44/км²).
Расовий склад населення:
| - 93,4 % — білих - 1,6 % — азіатів - 0,8 % — чорних або афроамериканців - 1,6 % — осіб інших рас |

До двох чи більше рас належало 2,6 %. Частка іспаномовних становила 6,3 % від усіх жителів.
За віковим діапазоном населення розподілялося таким чином: 26,6 % — особи молодші 18 років, 62,6 % — особи у віці 18—64 років, 10,8 % — особи у віці 65 років та старші. Медіана віку мешканця становила 36,3 року. На 100 осіб жіночої статі у переписній місцевості припадало 103,2 чоловіків;  на 100 жінок у віці від 18 років та старших — 99,3 чоловіків також старших 18 років.
Середній дохід на одне домашнє господарство  становив 52 648 доларів США (медіана — 48 913), а середній дохід на одну сім'ю — 52 648 доларів (медіана — 48 913). 
Цивільне працевлаштоване населення становило 139 осіб. Основні галузі зайнятості: гуртова торгівля — 36,0 %, освіта, охорона здоров'я та соціальна допомога — 24,5 %, будівництво — 11,5 %, роздрібна торгівля — 10,8 %.